# Зелёное (Дубенский район)
Зелёное (укр. Зелене) — село в Привольненской сельской общине Дубенского района Ровненской области Украины.
Население по переписи 2001 года составляло 238 человек. Почтовый индекс — 35620. Телефонный код — 3656. Код КОАТУУ — 5621682003. Местный совет: 35620, Ровненская обл., Дубенский р-н, с. Иванье, ул. Центральная, 20.

## История
В 1946 г. Указом ПВС УССР хутор Людгардовка переименован в Зелёный.